# Søborg (Gribskov)
Søborg is een plaats in de Deense regio Hovedstaden, gemeente Gribskov, en telt 256 inwoners (2007).